# Arktikum

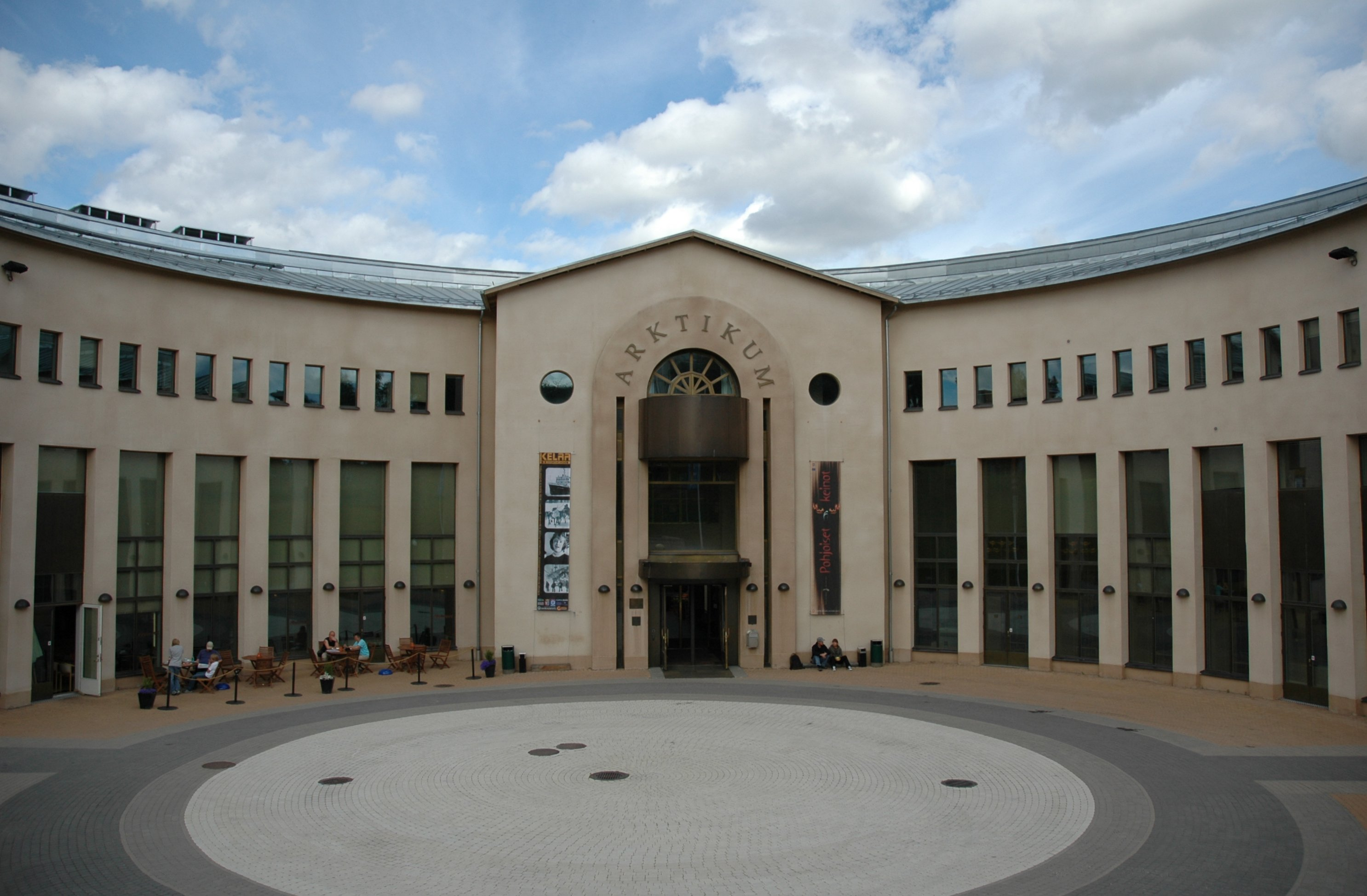
Arktikum.

Arktikum är ett vetenskapligt centrum med museum och forskningsanstalt i Rovaniemi. 
Arktikum, som uppfördes 1992, planerades av den danska arkitektbyrån BBTW (Claus Bonderup, Ellen Waade och Søren Birch) på basis av deras segrande förslag i arkitekttävlingen. Byggnaden inrymmer bland annat Lapplands landskapsmuseum och en forskningsanstalt som underlyder Lapplands universitet.